# Jules Trinité
Jules Cyrus Angelle Trinité (* 22. Dezember 1856 in Saint-Quentin-des-Isles; † 17. Dezember 1921 in Azay-le-Rideau) war ein französischer Sportschütze.

## Erfolge
Jules Trinité nahm an den Olympischen Spielen 1900 in Paris mit der Freien Pistole teil. In der Einzelkonkurrenz belegte er mit 431 Punkten den zehnten Rang, während er im Mannschaftswettbewerb mit Achille Paroche, Maurice Lecoq, Léon Moreaux und Louis Dutfoy die Silbermedaille gewann. Bei Weltmeisterschaften sicherte sich Dutfoy 1900 in Paris – der olympische Wettkampf zählte gleichzeitig als Weltmeisterschaft – und 1901 in Luzern mit dem Freien Pistole die Vizeweltmeisterschaft.